# Czech Sport Aircraft
Czech Sport Aircraft, a.s. (zkratka CSA) je český výrobce malých sportovních letadel se sídlem v Kunovicích. Vyvíjí a vyrábí ultralehká letadla spadající do kategorie všeobecného letectví. Výrobu provádí v areálu zaniklého závodu Let Kunovice. V roce 2016 měla 80 zaměstnanců. Jediným akcionářem této společnosti je slovenská firma Assets Management. Jejím generálním ředitelem je Martin Jurík.
Jejím nejpopulárnějším typem je dvoumístný rekreační a výcvikový letoun SportCruiser, který se prodává hlavně na americkém trhu. Pro trh evropský je pak určen letoun PS-28 Cruiser. Celkem již bylo vyrobeno více než 600 těchto letounů.

## Historie
Akciová společnost Czech Sport Aircraft byla založena v roce 2008. V dubnu téhož roku odkoupila zkrachovalou kunovickou firmu Czech Aircraft Works včetně výroby dvoumístného letadla SportCruiser. Czech Sport Aircraft byla začátkem roku 2009 v insolvenčním řízení. Společnost následně provedla rozsáhlou restrukturalizaci podniku a rozšíření výrobních kapacit a zahájila činnosti vedoucí k získání certifikací pro výrobu a vývoj letadel podle norem evropské agentury EASA.
V roce 2013 firma Czech Sport Aircraft vykázala tržby 85 milionů korun, z toho ze zahraničí přes 80 milionů, a čistý zisk dosáhl téměř 11 milionů.
Společnost byla v roce 2015 druhá největší společnost na americkém trhu v kategorii výroby malých sportovních letadel, vyrobila celkem 31 letadel. Ve stejném roce společnost získala největší objednávku v historii, americká firma si objednala 16 letounů SportCruiser, jejichž souhrnná cena přesahovala 60 milionů Kč.
CSA má v průběhu roku 2017 dokončit prodejní a servisní středisko pro americký trh. To se bude nacházet ve Floridském městě Sebastian. Postaví zde hangár o rozloze 1500 m², firma by zde měla zaměstnat 70 až 100 lidí. Tento záměr je realizovaný s partnerskou firmou Cruiser Aircraft.

## Letouny

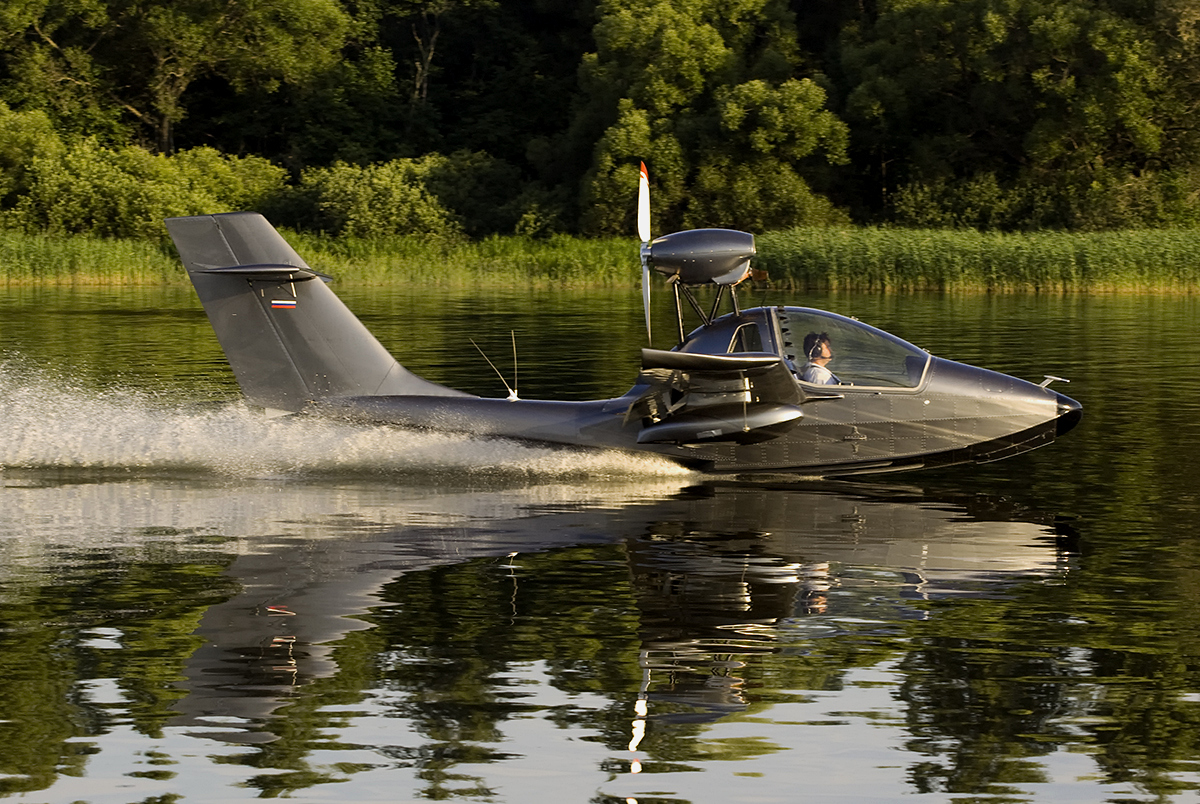
Experimentální létající člun Mermaid v roce 2009

- Mermaid – dvoumístný experimentální létající člun vyrobený pouze v několika kusech
- Parrot – dvoumístný hornoplošník, vyrobený ve dvou kusech
  - PS-10 Tourer – následovník Parrotu, ve vývoji

- SportCruiser – dvoumístný dolnoplošník, vyrobený ve více než 500 kusech, základní typ je vyráběný pro USA, Austrálii a Jižní Ameriku od roku 2006[3]
  - PiperSport – speciální verze vyráběná mezi roky 2010–2011 pro amerického výrobce Piper Aircraft
  - PS-28 Cruiser – verze pro evropský a asijský trh představená v roce 2012[4]

- CSA PS-38 Tourer – dvoumístný hornoplošník ve vývoji

## Odkazy

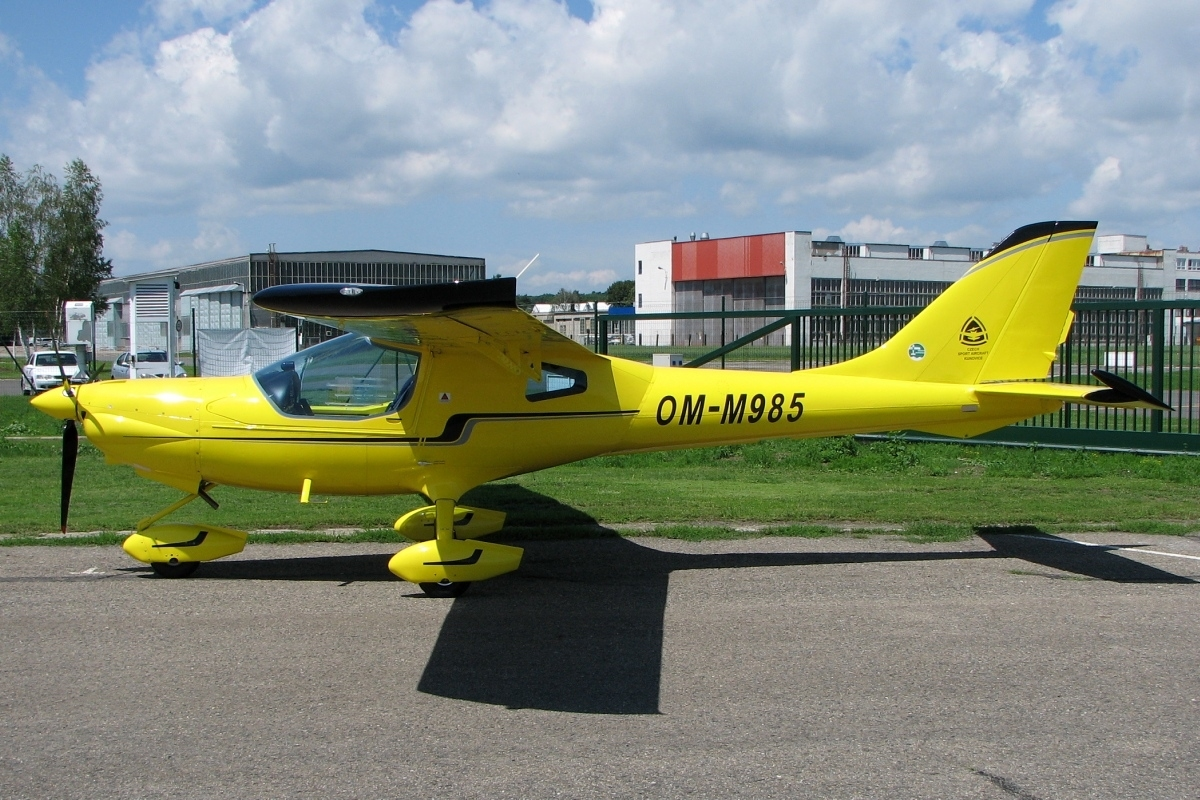
Dvoumístné letadlo ve vývoji, PS-10 Tourer